# Prolagus
Genre
Prolagus est le seul genre de la famille des Prolagidae. C'est un genre éteint de lagomorphes qui est parfois classé avec les pikas modernes dans la famille des Ochotonidae.

## Datation
Il est constitué d'espèces préhistoriques ayant vécu du début du Miocène jusqu'à la fin du Pléistocène, soit entre il y a entre 23,03 et 0,011 7 Ma (millions d'années), et même jusqu'au début du XIXe siècle pour l'espèce Prolagus sardus.

## Liste des espèces
Selon ITIS et selon MSW :
- Prolagus sardus (Wagner, 1832).

Liste complète[réf. souhaitée] :
- † Prolagus aeningensis ;
- † Prolagus apricenicus ;
- † Prolagus imperialis ;
- † Prolagus italicus ;
- † Prolagus michauxi ;
- † Prolagus oeningensis ;
- † Prolagus sardus (Wagner, 1832) - Pika sarde ;
- † Prolagus sorbinii.